# 開明戲院
開明戲院，位于北京市西城区珠市口西大街28号，现已拆除。

## 简介
开明戏院位于珠市口西大街路南，创建于民国二年（1912年），为中国和日本商人合资兴建。建筑采用德国样式，钢筋水泥结构。二层楼房，椭圆形门脸，圆形门柱，外立面有雕饰，是巴洛克风格。水磨石地面，半圆形舞台，黑丝绒的幕布。据说，开明戏院是当时刚从意大利归国的建筑师沈理源设计。该戏院在北京率先采用单人座椅，对号入座的方式，打破了以往的旧例。
开明戏院专为演出戏曲而设计。建成以后，京剧演员梅兰芳、余叔岩、杨小楼、孟小冬等人常在此演出。1924年，梅兰芳为泰戈尔在开明戏院演《洛神赋》，泰戈尔为梅兰芳在纨扇上写了一首诗。1928年在开明戏院，中国第一次男女同台演出京剧，杨小楼亲向北平市政府递呈，邀王瑶卿的入室女弟子新艳秋合演《霸王别姬》，轰动北京城。
过去评剧在北京被视为下等的戏曲，珠市口以北的中和戲院、广和楼、庆乐戏园等各家戏院都不接评剧演出，评剧演员只能在位于天桥的小戏园子演出。但开明戏院接纳“评剧皇后”白玉霜来演出，仅不许唱《拿苍蝇》等“粉戏”。后来，在天桥卖艺艺人以到开明戏院演出为荣耀，这标志着自己已迈入舞台的上层。侯宝林、白玉霜、梁益鸣（绰号“天桥马连良”）都是这样上升的。
据传说，袁世凯的次子袁克文，自比“建安才子”曹植，曾经来开明戏院“票戏”，一时轰动北京城。
中华人民共和国时期，开明戏院改称“民主剧场”。后来又改称“珠市口电影院”。2000年，在“两广大街”建设中，拓宽珠市口西大街时，拆除了开明戏院。